# كوجيد (كجيد)
کوجید (بالفارسية: کجید) هي منطقة سكنية تقع في إيران في غيلان. يقدر عدد سكانها بـ 245 نسمة .